# Arthur S. Tompkins

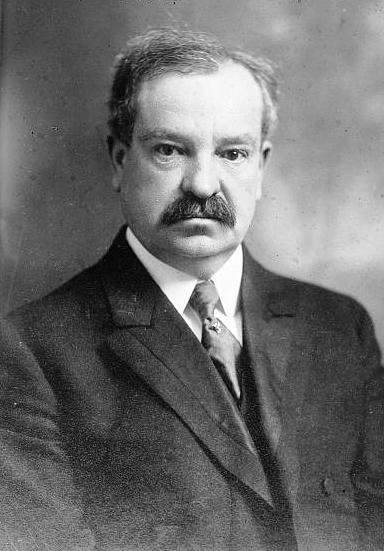
Arthur S. Tompkins

Arthur Sidney Tompkins (* 26. August 1865 in Middleburg, New York; † 20. Januar 1938 in Nyack, New York) war ein US-amerikanischer Jurist und Politiker. Zwischen 1899 und 1903 vertrat er den Bundesstaat New York im US-Repräsentantenhaus.

## Werdegang
Arthur Sidney Tompkins wurde ungefähr zwei Monate nach dem Ende des Bürgerkrieges in Middleburg im Schoharie County geboren. Die Familie zog 1866 nach West Nyack. Er besuchte bis 1878 öffentliche Schulen in Clarkstown und Nyack im Rockland County. Danach studierte er Jura. Seine Zulassung als Anwalt erhielt er 1886 und begann dann in Nyack zu praktizieren. Zwischen 1887 und 1889 war er Police Justice in Nyack. Politisch gehörte er der Republikanischen Partei an. Man wählte ihn 1888 zum Vorsitzenden des Rockland County Republican Committee. 1890 saß er in der New York State Assembly. Als Delegierter nahm er an allen Republican State Conventions von 1888 bis 1906 teil und als Delegierter oder Ersatzmann (alternate) an allen Republican National Conventions von 1888 bis 1900. Er bekleidete zwischen 1893 und 1898 die Posten als Bezirksrichter sowie Vormundschafts- und Nachlassrichter (surrogate) im Rockland County.
Bei den Kongresswahlen des Jahres 1898 für den 56. Kongress wurde Tompkins im 17. Wahlbezirk von New York in das US-Repräsentantenhaus in Washington, D.C. gewählt, wo er am 4. März 1899 die Nachfolge von Benjamin Barker Odell antrat. Er wurde einmal wiedergewählt. Da er auf eine erneute Kandidatur im Jahr 1902 verzichtete, schied er nach dem 3. März 1903 aus dem Kongress aus.
Nach seiner Kongresszeit ging er in Nyack wieder seiner Tätigkeit als Anwalt nach. Er wurde 1906 zum Richter am New York Supreme Court gewählt sowie 1920 und 1934 wiedergewählt. Im Januar 1930 wechselte er in der Appellate Division des Supreme Court von New York – eine Stellung, die er bis zu seinem Rücktritt 1936 innehatte. Am 20. Januar 1938 verstarb er in Nyack und wurde dann auf dem Oak Hill Cemetery beigesetzt.